# Itapira (ort)
Itapira är en ort i Brasilien.   Den ligger i kommunen Itapira och delstaten São Paulo, i den sydöstra delen av landet, 700 km söder om huvudstaden Brasília. Itapira ligger 649 meter över havet och antalet invånare är 61 607.
Terrängen runt Itapira är platt, och sluttar norrut. Runt Itapira är det ganska tätbefolkat, med 116 invånare per kvadratkilometer.. Närmaste större samhälle är Mogi-Gaucu, 14,8 km nordväst om Itapira.
Omgivningarna runt Itapira är huvudsakligen savann.